# Abraham Meyer Halpern
Abraham «Abe» Meyer Halpern (Boston (Massachusetts) 20 de febrer de 1914—1985) va ser un lingüista i antropòleg que es va especialitzar en llengües ameríndies. Arran de la Segona Guerra Mundial va iniciar una segona carrera se centra en la política exterior dels Estats Units, sobretot pel que fa a la Xina. Els darrers anys de la seva vida va reprendre l'estudi i la publicació en les llengües de Califòrnia .

## Primers anys i educació
Halpern va néixer a Boston, on va assistir a Boston Latin School. Després va passar a rebre la llicenciatura a la Universitat Harvard, i va fer la tesi de postgrau a Harvard, la Universitat de Califòrnia a Berkeley i la Universitat de Chicago.

## Obra lingüística

### Quechan
A Berkeley. Halpern va estudiar amb Alfred L. Kroeber. El 1935, en un projecte fundat per l'Administració de Socors d'Emergència de l'Estat de Califòrnia, es va comprometre a supervisar la compilació d'un diccionari del quechan (també conegut com a yuma) del sud de Califòrnia i Arizona. (No obstant el diccionari no va ser completat, ja que l'organització del finançament va ser desmantellat i reemplaçat pel Works Projects Administration.)
En aquest punt, sobre el suggeriment de Kroeber, Halpern es va traslladar a la Universitat de Chicago per estudiar amb Harry Hoijer. Va dur a terme un extensiu treball de camp lingüístic sobre el quechan, el que resulta la seva tesi doctoral, la primera gramàtica publicada d'una llengua yuma. Va rebre el seu doctorat de la Universitat de Chicago el 1947.
Kar?úk: Native Accounts of the Quechan Mourning Ceremony, un estudi d'una cerimònia tradicional quechan, va ser editat i publicat pòstumament.

### Pomo
Va treballar per primer cop les llengües pomo del nord de Califòrnia el 1936, i novament el 1939 i 1940. Molt més tard va tornar a l'estudi de les llengües pomo: va fer enregistraments de camp de tres dels idiomes en la dècada de 1980: pomo central, pomo del sud, i pomo del sud-est.
Entre els parlants amb els quals va treballar en els anys 1980 hi havia la cistellera pomo Elsie Allen.

## Treball en Relacions Internacionals
Halpern es va involucrar en l'ensenyament del japonès quan va organitzar el programa d'ensenyament a l'Escola de Formació d'Afers Civils a Chicago, amb la seva primera esposa, Mary Fujii Halpern. Aquest projecte es va convertir en l'entrada de Halpern en el món de les relacions internacionals, que es va convertir en una segona carrera. Després va passar a realitzar treballs en les relacions internacionals en diverses institucions, entre elles la Institució Carnegie i la Corporació RAND, on va publicar extensament sobre Xina i Àsia. Més tard treballà per al Council on Foreign Relations a Nova York.
Va assumir el càrrec que ocupava anteriorment el lingüista Robert King Hall a la Secció d'Informació Pública i Educació del GHQ/SCAP al Japó, on va promoure l'adopció de l'estil fonèmic Kunrei-shiki de romanització del japonès (rōmaji), i va supervisar estudis sobre la viabilitat d'ampliar l'ús de la romanització al Japó.

## Treball arxivat
Els reculls de camp de Halpern són arxivats al Berkeley Language Center, i el seu treball documental s'arxiva al Survey of California and Other Indian Languages. Les seves notes de camp de 1941 sobre el potawatomi són arxivats als National Anthropological Archives a Suitland, Maryland.